# Еберхард I фон Кирхберг
Еберхард I фон Кирхберг (на немски: Eberhard I von Kirchberg; † сл. 1166) е граф на Кирхберг на река Илер близо до Улм. Роднина е с рода на бургграфовете на замък Кирхберг, източно от Йена в Тюрингия.

## Произход и наследство
Произлиза от швабската благородническа фамилия фон Кирхберг близо до Улм. Той е син на граф Хартман I фон Кирхберг († сл. 1122), граф в Линцгау и Аргенгау. Племенник е на граф Бертхолд фон Кирхберг († сл. 1103) и граф Ото I фон Кирхберг († сл. 1107). Брат е на неженения Хартман II фон Кирхберг († сл. 1134/ок. 1170).
Графовете фон Кирхберг създават на своята територия през 1093 г. бенедиктинския манастир Виблинген при Улм и му правят богато дарение. След това синовете му Хартман и Ото подаряват на манастира дървените части от кръста на Исус Христос, които им подарил папа Урбан II, след тяхното участие в Първия кръстоносен поход (1096 – 1099). Манастирът Виблинген е гробното место на Кирхбергите до тяхното измиране през 1489/1510 г.

## Фамилия
Еберхард I фон Кирхберг се жени и има пет деца:
- Ото II фон Хоенберг-Кирхберг († 1189), граф на Хоенберг, Кирхберг и в Илергау
- Хартман III фон Кирхберг († сл. 1198), граф на Балцайм и в Алпгау, дъщеря му Вилибирг фон Кирхберг (* 1142, † 1179) се жени за граф Лудвиг II фон Вюртемберг († 1181)
- Рудолф фон Кирхберг († сл. 1185)
- дъщеря фон Кирхберг, омъжена за Волфрад IV фон Феринген († сл. 1161)
- Конрад фон Кирхберг († сл. 1188)